# Giovanni Maria Teloni
Giovanni Maria Teloni (Treia, 10 dicembre 1814 – ...) è stato un religioso italiano.
Monsignore, predicatore, missionario italiano e gesuita fu autore di numerose pubblicazioni a carattere di esortazione religiosa.

## Biografia
Nato a Treia (MC) il 10 dicembre 1814.
Nipote del Vescovo di Macerata e Tolentino Mons. Francesco Ansaldo Teloni.
Canonico della Cattedrale di Macerata.
Fu in rapporti di amicizia con il conte don Luca Passi di Bergamo, che fondò nel 1814 con il fratello don Marco Celio Passi la Pia Opera di Santa Dorotea, inizialmente stabilita a Calcinate (BG), e nel 1838 l'Istituto delle Suore Maestre di Santa Dorotea di Venezia.
Mons. Teloni fu in contatto epistolare con Madre Rachele Guardini, cofondatrice e prima Superiora dell'Istituto; collaborò all'avvio della congregazione, e in particolare ne fu promotore a Roma e a Macerata, ove la Pia Opera si stabilì nel 1836.
Nel luglio del 1841 entrò nella Compagnia di Gesù.
Nel 1845 era Rettore del Seminario e Collegio di Senigallia, e membro della Famiglia Pontificia come cameriere segreto soprannumerario di Sua Santità.
Dal 1858 al 1859 diresse l'Istituto agricolo di Villa Fontana, frazione di Medicina (Italia). L'istituto era stato aperto nel 1855 proprio su proposta di mons. Teloni per la formazione dei giovani contadini, ma venne poi utilizzato come orfanotrofio a seguito di una epidemia di colera. 
Mons. Teloni affidò l'educazione dei ragazzi ai Fratelli della Misericordia, e quella delle ragazze alle Suore Dorotee; chiamò agricoltori locali per dirigere i giovani nei lavori agricoli. Nel 1859 la direzione passò a don Luca Passi fino al 1861, quando i religiosi vennero espulsi dall'Istituto.
Nel 1865 Mons. Teloni suggerì al parroco di Primero Don Sartori di richiedere l'invio delle Suore della Provvidenza per migliorare la gestione di un misero ospedale comunale; le suore si insediarono nel 1866, potenziando l'ospedale che nel 1896 ospitava oltre 60 infermi.
Nel 1881 Mons. Teloni sollecitò a San Luigi Scrosoppi l'invio delle Suore della Provvidenza a Rovigno d'Istria, dove le suore si stabilirono nel 1882 con un ricovero, un asilo infantile e un oratorio per le settecento operaie della locale Fabbrica Tabacchi.

## Opere
- Fuggite gli amoreggiamenti, Udine - Tipografia del Patronato
- Fuggite la bestemmia, Udine - Tipografia del Patronato
- Ai mariti ed alle mogli, Udine - Tipografia del Patronato
- Fuggite la disonestà, Udine - Tipografia del Patronato
- Fuggite i discorsi disonesti, Udine - Tipografia del Patronato
- Fuggite le cattive compagnie e le letture cattive, Udine - Tipografia del Patronato
- Onorate, amate, obbedite il padre e la madre, Udine - Tipografia del Patronato
- Fuggite i divertimenti profani, Udine - Tipografia del Patronato
- Fuggite le conversazioni pericolose, Udine - Tipografia del Patronato
- Ai padri ed alle madri, Udine - Tipografia del Patronato
- Fuggite il vizio dell'ira, Udine - Tipografia del Patronato
- Santificate la festa, Udine - Tipografia del Patronato
- Credete in Dio, Udine - Tipografia del Patronato
- Rispettate le Chiese, Udine - Tipografia del Patronato
- Non mangiate carni il venerdì e il sabato ecc., Udine - Tipografia del Patronato
- Credete alla S. Chiesa, Udine - Tipografia del Patronato
- Fuggite la maldicenza, Udine - Tipografia del Patronato
- Sperate in Dio, Udine - Tipografia del Patronato
- Fuggite il rispetto umano, Udine - Tipografia del Patronato
- Ascoltate la parola divina, Udine - Tipografia del Patronato
- Il balsamo dei cuori, Udine - Tipografia del Patronato
- Amate, amate, amate Gesù, Udine - Tipografia del Patronato
- Amate il prossimo, Udine - Tipografia del Patronato
- Svegliarino ai cattolici / compilato da G. M. T., Firenze, 1875
- La bellezza di un cuore mondo, Udine - Tipografia del Patronato
- A dodici dubbi dodici risposte, Udine - Tipografia del Patronato
- L'arte di goder sempre nel lavoro insegnata alle operaie ed artigiane, Udine Venezia Genova, 1882
- Un secreto per utilizzare il lavoro svelato agli agricoltori ed operai, Udine - Tipografia del Patronato, 1882
- Fratelli, fede, fede, fede. Di sei nemici sei vittorie. Opuscolo di D. Giovanni Maria Teloni missionario Apostolico, Venezia, tip. Emiliana, 1883
- Svegliarino ai cattolici, Venezia, 1884  (III edizione riveduta e ampliata)
- Alle donne e giovani cristiane: invito a un dolce riposo di dieci giorni per ristorare le forze e letiziare lo spirito, utilissimo anche per i direttori spirituali delle medesime: 
  1. Meditazioni e riflessioni, Roma e Venezia, 1885, ripubblicato nel 1892
  2. Lezioni, considerazioni ed esempi pratici, Roma e Venezia, 1885, ripubblicato nel 1893
- Invito alla comunione frequente: Trentaquattro difficoltà e trentaquattro soluzioni, Venezia, 1886
- Non è tutto perduto: Avvisi e Conforti alle anime tentate, desolate e penitenti, Viterbo, 1886
- Alle giovinette cattoliche un aroma Prezioso per esser sempre floride e Felici, Firenze, 1887
- Alle madri e alle maestre: Consigli, Venezia, 1889
- Alle operaie italiane: Conversazioni religiose con esempi edificanti sul lavoro per renderne leggiero ed amabile il peso, con l'aggiunta dei principali esercizi di Pietà cristiana per comodo delle medesime, Padova, 1889
- Ai tribolati un conforto, Venezia, 1889
- Il Gran Maestro, Treviso, 1890
- Svegliarino ai terziari francescani, Treviso, 1890
- Mazzolino di ammonimenti alle figlie di Maria per non rendersi indegne di tanto nome, Treviso, 1890 e ripubblicato nel 1991
- Ai Chierici che aspirano al sacerdozio : Ammonimenti utilissimi, Treviso, 1891
- Pazienza nei Mali della vecchiaia, Parma, 1891
- Lezioni, considerazioni ed esami pratici, Venezia, 1893
- Si, si; no, no : ai giovani e alle donzelle cristiane per eccitarli all'amore della verità e all'odio della bugia: dialogo, Venezia, 1894
- Alfonso Maria de' Liguori (santo) - Massime eterne, con molte pratiche di pietà, Edizione nuovissima riordinata ed ampliata da un parroco di Conegliano, coll'aggiunta e sostituzione di meditazioni dello stesso Santo, di preghiere per le odierne devozioni più raccomandate e praticate e del florilegio delle verità più importanti della cattolica fede e dei doveri che ne derivano, lasciato al popolo nelle sue missioni apostoliche dal Can. G. M. Teloni, Conegliano, 1898
- Florilegio delle verità più importanti della fede cattolica e dei doveri che ne derivano: ricordo per conservare il frutto della santa missione e vivere cristianamente lasciato da Gio. Maria Teloni, Venezia, 1910